# Baignoire à porte
 (juillet 2008).
Si vous disposez d'ouvrages ou d'articles de référence ou si vous connaissez des sites web de qualité traitant du thème abordé ici, merci de compléter l'article en donnant les références utiles à sa vérifiabilité et en les liant à la section « Notes et références ».

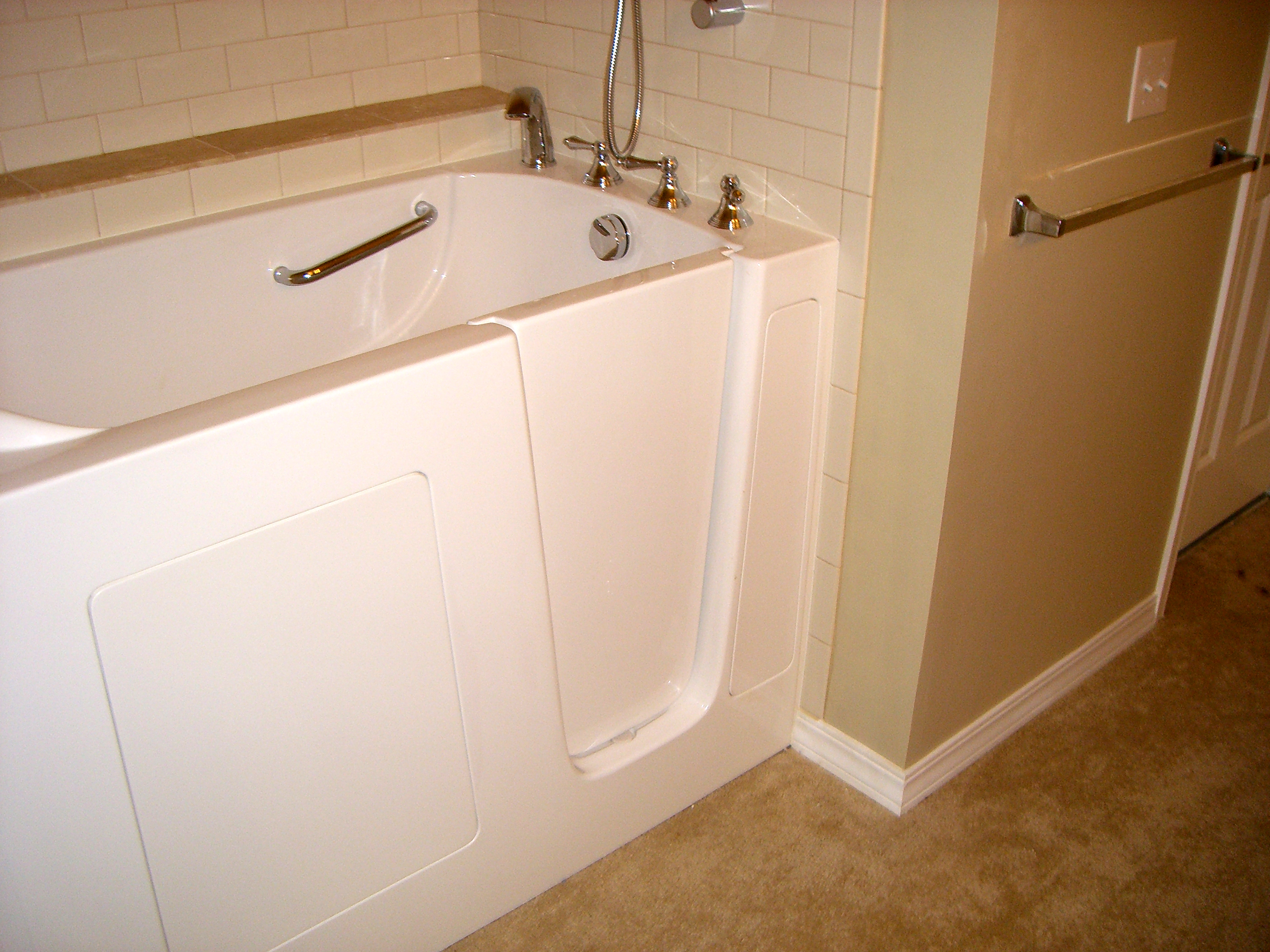
Baignoire à porte.

Une baignoire à porte, encore appelée baignoire à entrée facile, est une baignoire munie d’une porte, ce qui permet aux personnes à la mobilité réduite de prendre des bains facilement et sans risque.

## Description
81 % des chutes des plus de 65 ans se produisent à
domicile. Chaque année, 2 millions de personnes font
une chute ce qui entraîne 100 000 fractures et en
particulier celle du col du fémur. Ensuite, la probabilité de
rechute est multipliée par 20.
En général, la hauteur de la marche d’entrée dans la baignoire n’est pas supérieure à celle d'un trottoir.
Il existe différents modèles de baignoires à porte :
- Les baignoires à porte de forme standard : l’avantage étant la possibilité de prendre un bain en position couchée, mais aussi, la possibilité de ne pas utiliser la porte quand on ne le veut pas.
- Les combinés douches/baignoires de type sabot, équipés d’un siège, qui permet de se relever sans difficulté et d'économiser de la place. De la même manière un pare baignoire[1] autorise un accès plus aisé à la baignoire en permettant de relever la paroi à l'entrée de la baignoire.
- La porte installée sur une baignoire existante: si une baignoire est déjà présente dans la salle de bain, l'installation d'une porte sur la baignoire existante permet d'éviter de gros travaux et de garder la baignoire existante, tout en la rendant plus sûre[2].

Les baignoires à porte peuvent aussi se différencier au niveau de la porte elle-même. En effet, celle-ci peut être :
1. à ouverture verticale,
2. à ouverture latérale vers l’extérieur,
3. à ouverture latérale vers l’intérieur,
4. installée sans gros travaux et en une journée,
5. posée sans travaux de faïence,
6. faite sur mesure,
7. de différents coloris.

Comme pour les baignoires standards, il est possible d’équiper les baignoires à porte de systèmes divers tels que la balnéothérapie et/ou la chromathérapie.
La fourchette de prix d’une baignoire à porte est très large : elle peut coûter de 2 000 euros à plus de 10 000 euros. En France, différentes aides de financement existent, comme le crédit d’impôts, dans le cadre de l’amélioration de l’aménagement de l’habitat.

## Fabrication
En Europe, les baignoires à porte les plus courantes sont en gelcoat car plus faciles et, en général, moins onéreuses à fabriquer. Le gelcoat (utilisé pour la fabrication de divers objets tels les bateaux) est considéré comme un produit moyen de gamme. 
Il existe aussi des baignoires à porte en acrylique sanitaire, que la difficulté de conception des moules et la complexité quant à leur fabrication proprement dite rendent moins courantes.
Un autre composant de la baignoire à porte est la fibre de verre.